# Symmachia championi
Symmachia championi är en fjärilsart som beskrevs av Frederick DuCane Godman och Osbert Salvin 1886. Symmachia championi ingår i släktet Symmachia och familjen Riodinidae. Inga underarter finns listade i Catalogue of Life.